# 2615-ös mellékút (Magyarország)
A 2615-ös számú mellékút egy csaknem 24 kilométeres, négy számjegyű mellékút (országos közút) Borsod-Abaúj-Zemplén vármegyében, a Cserehát és a Rudabányai-hegység határvidékén.

## Nyomvonala
A 27-es főútból ágazik ki, annak a 25+100-as kilométerszelvénye közelében, Szendrő területén. Táncsics utca néven indul kelet-északkelet felé, majd a város széle után még északabbi irányba fordul. A folytatásban számos további iránytörése következik, közben a harmadik kilométerénél átlép Galvács területére. A település központját nem sokkal az ötödik kilométere előtt éri el, majd 7,5 kilométer megtétele után átlép Abod közigazgatási területére. Ez utóbbi község központja a 10+300-as kilométerszelvénye közelében van, odáig a lakott területen belül a Tóth utca, onnantól a Magyar utca nevet viseli.
A 13+700-as kilométerszelvénye közelében eléri Lak, Ládbesenyő és Abod hármashatárát, majd Ládbesenyő területére fordul. 18,5 kilométer után halad át Ládbesenyő központján, majd a 20+500-as kilométerszelvényénél Balajt, Ládbesenyő és Szendrőlád hármashatára közelében halad el. Balajtot ennél jobban nem is érinti, Szendrőládnak is épp csak a határvonalán húzódik, kevesebb, mint egy kilométeren. Utána már Edelény külterületére ér; ott, a 22+400-as kilométerszelvényénél ágazik ki a Balajtra vezető 26 135-ös út. A 23+250-es kilométerszelvénye közelében keresztezi a Miskolc–Tornanádaska-vasútvonalat, majd utolsó szakaszán elhalad a borsodi földvár romterülete mellett. A 27-es főútba visszatorkollva ér véget, annak 12+550-es kilométerszelvénye közelében.
Teljes hossza az országos közutak térképes nyilvántartását szolgáló kira.gov.hu adatbázisa szerint 23,759 kilométer.